# Costa Cálida

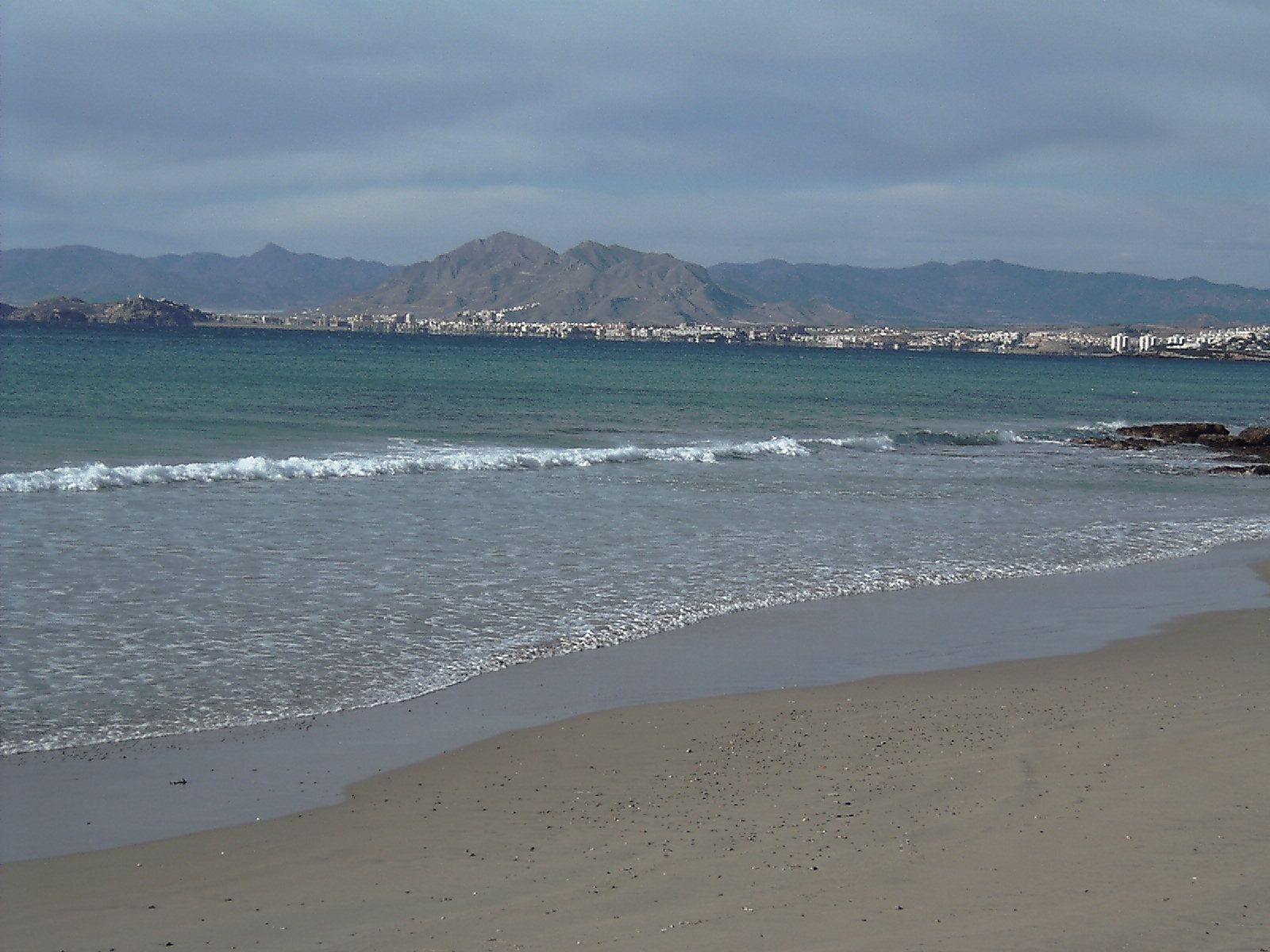
Puerto de Mazarrón.

Costa Cálida, "Varma kusten", är ett kustområde i regionen Murcia i sydöstra Spanien som sträcker sig från Costa de Almería till Costa Blanca. Stor hamnstad i området är Cartagena.